# 新營美術園區
22°37′11.6″N 120°16′54.2″E / 22.619889°N 120.281722°E
新營美術園區位於臺南市新營區市中心，以臺南市立新營文化中心為核心，沿嘉南大圳新營支線往西至新民國小的公園路一段東側綠帶，除了新營文化中心作為室內展演空間外，也包含室外的地景藝術展區。園區內是由國內知名畫家不二良，以不二良小鼠為主題所設計大型裝置藝術，全區以童年記憶為藍圖，加入了代表性小鼠，結合七彩長廊、河川、攀岩、風車造景藝術，打造出這個結合美術及綠地的開放式美術館。園區內七彩長廊為Instagram上熱門的打卡拍照景點。